# George V. Higgins
George V. Higgins, nato George Vincent Higgins (Brockton, 13 novembre 1939 – Milton, 6 novembre 1999), è stato uno scrittore e giornalista statunitense.

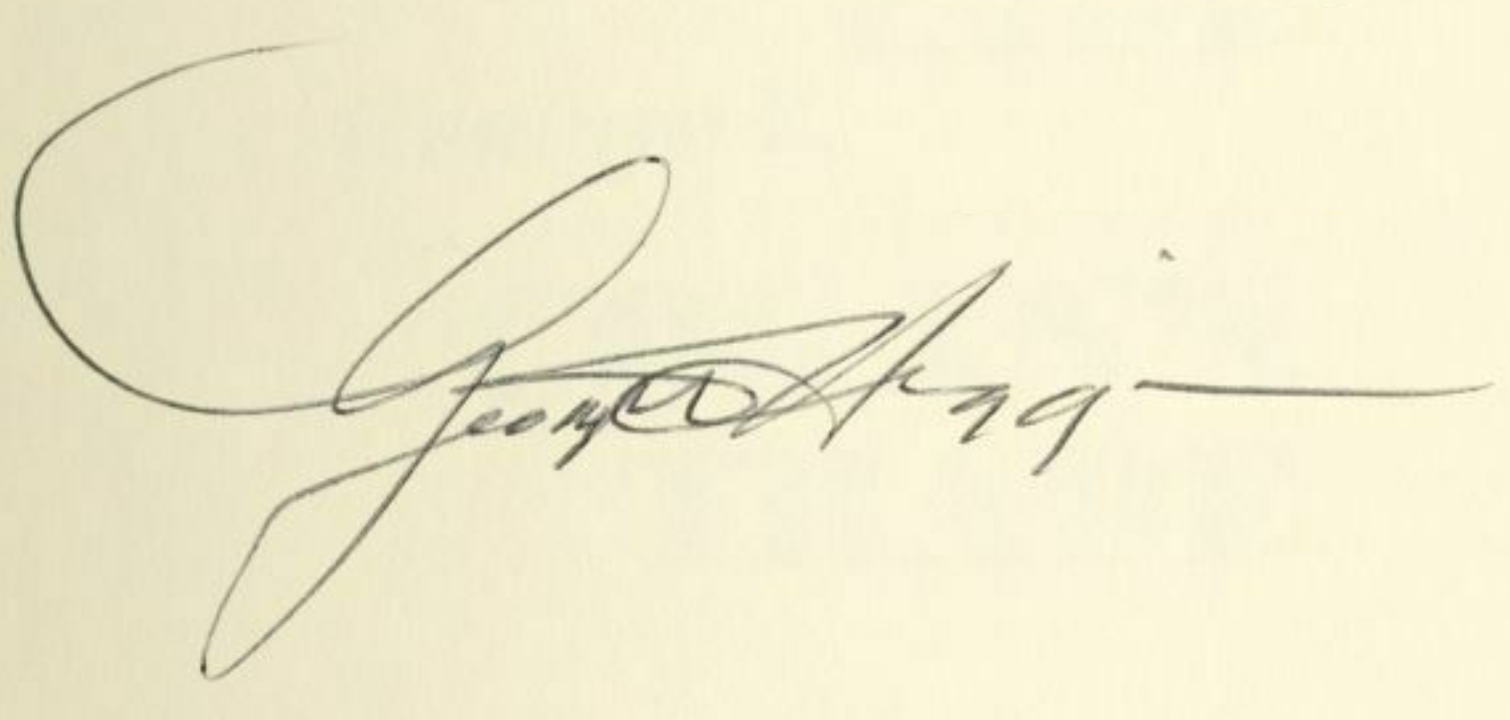

È stato autore di una trentina di libri, ed è maggiormente noto per i suoi romanzi noir, tra cui Gli amici di Eddie Coyle (The Friends of Eddie Coyle, 1970), il primo di una serie di romanzi ambientati a Boston, e il successivo Cogan (Cogan's Trade, 1974) da cui sono stati tratti, rispettivamente, i film Gli amici di Eddie Coyle e Cogan - Killing Them Softly.

## Biografia
Higgins è nato a Brockton (Massachusetts) ed è cresciuto nella vicina città di Rockland. Ha frequentato il Boston College, dove è stato il curatore della rivista letteraria dell'Istituto, Stylus, diplomandosi nel 1961. Si è laureato presso l'Università di Stanford nel 1965, specializzandosi in legge presso il Boston College Law School nel 1967.
Higgins ha avuto importanti incarichi in organizzazioni governative di contrasto alla criminalità organizzata: vice procuratore generale aggiunto dal 1967, procuratore generale aggiunto dal 1969 nel Commonwealth del Massachusetts, procuratore aggiunto per il distretto del Massachusetts dal 1970 e procuratore speciale degli Stati Uniti dal 1973 fino al 1974.
È stato giornalista ed editorialista prima di intraprendere la carriera di romanziere. Ha scritto per l'Associated Press, il The Boston Globe, il Boston Herald American e il The Wall Street Journal. Nel 1973 ha avviato la professione forense che ha svolto per dieci anni; in questo periodo ha difeso diversi personaggi famosi, come Eldridge Cleaver e G. Gordon Liddy.
Dal 1988 al 1999 ha insegnato scrittura creativa all'Università di Boston.
Si è sposato due volte: prima nel 1965 con Elizabeth Mulkerin Higgins dalla quale ha avuto un figlio e una figlia e dalla quale ha divorziato nel 1979 per poi risposarsi, nello stesso anno, con Loretta Cubberley Higgins. È morto nella sua abitazione a Milton (Massachusetts) il 6 novembre 1999 a seguito di un infarto con la salute già compromessa dall'abuso di alcol.

## Opere
La sua prima opera pubblicata, Gli amici di Eddie Coyle, è stata inserita dalla rivista britannica The Observer nella lista dei venti migliori romanzi statunitensi del XX secolo.
Tra le sue opere, oltre a ventisei romanzi, a dozzine di racconti, vi sono anche quattro saggi: The Friends of Richard Nixon sul caso Watergate, Style Versus Substance sui pericoli della politica e della manipolazione dei media, The Progress of the Seasons sul baseball e il manuale di scrittura creativa On Writing.

### Romanzi
- Gli amici di Eddie Coyle (The Friends of Eddie Coyle, 1970)
- The Digger's Game (1973)
- Cogan (1974)
- A City on a Hill (1975)
- The Judgment of Deke Hunter (1976)
- Dreamland (1977)
- A Year or So with Edgar (1979)
- Kennedy for the Defense (1980) (Jerry Kennedy series)
- The Rat on Fire (1981)
- The Patriot Game (1982)
- A Choice of Enemies (1984)
- Old Earl Died Pulling Traps: A Story (1984)
- Penance for Jerry Kennedy (1985) (Jerry Kennedy series)
- Impostors (1986)
- Outlaws (1987)
- The Sins of the Fathers (1988)
- Wonderful Years, Wonderful Years (1988)
- Trust (1989)
- Victories (1990)
- The Mandeville Talent (1991)
- Defending Billy Ryan (1992) (Jerry Kennedy series)
- Bomber's Law (1993)
- Swan Boats at Four (1995)
- Sandra Nichols Found Dead (1996) (Jerry Kennedy series)
- A Change of Gravity (1997)
- The Agent (1999)
- At End of Day (2000)

### Raccolte
- The Sins of the Fathers: Stories by George V. Higgins (1988)
- The Easiest Thing in the World: The Unpublished Fiction of George V. Higgins (2004)

### Saggi
- The Friends of Richard Nixon (1975)
- Style Versus Substance, a book about Boston Mayor Kevin White and his relations with the press (1984)
- The Progress of the Seasons (1989)
- On Writing (1990)

## Film
Due sue opere letterarie sono state adattate cinematograficamente:
- dal romanzo Gli amici di Eddie Coyle (The Friends of Eddie Coyle, 1970) è stato tratto il film  Gli amici di Eddie Coyle (The Friends of Eddie Coyle, 1973) diretto da Peter Yates e interpretato da Robert Mitchum;
- dal romanzo Cogan (Cogan's Trade, 1974) è stato tratto il film Cogan - Killing Them Softly (Killing Them Softly, 2012) diretto da Andrew Dominik e interpretato da Brad Pitt.